# Raamuitzetter
Een raamuitzetter, -uitzetstang of -uitzetijzer is een bepaald hang-en-sluitwerk waarmee een draairaam vastgezet kan worden. Dit is om te voorkomen dat een raam door de wind heen en weer waait, wat er voor kan zorgen dat het raam 'over de kop' waait, en afbreekt. Ook worden uitzetters gebruikt om klapramen op de gewenste stand te houden; zonder uitzetter zou een klapraam vanzelf dichtvallen. 

## Types

### Gaatjesuitzetter
Er bestaan verschillende types uitzetters. De bekendste is de gaatjesuitzetter. Deze uitzetter bestaat uit een ijzeren of aluminium profiel met meestal zo'n 6 à 8 gaatjes erin. Op het vaste gedeelte van het kozijn is een rechtopstaand pennetje gemonteerd. De uitzetter met de gaatjes zit aan het draaiende gedeelte van het kozijn gemonteerd. Wanneer het raam op een bepaalde positie staat, kan de uitzetter op het pennetje gezet worden. Zodoende kan het raam niet door de wind in beweging gebracht worden.
Echter tijdens storm kan het voorkomen dat de gehele uitzetter van het pennetje getild wordt door de wind, en dat het raam zover open draait, dat het kozijn bij de scharnierkant tegen de muur aan komt en afbreekt. Om dit te voorkomen zit er onderaan de uitzetter meestal een kraag. Dit is een omgebogen rand. Aan de pen zit dan ook een randje. Dit zorgt ervoor dat de uitzetter zover opgetild kan worden dat hij over de pen kan glijden om het raam te openen of te sluiten, maar dat hij er niet helemaal vanaf kan. Voorbij het laatste gaatje zit dan een eindstop waardoor het raam niet verder open kan dan bijvoorbeeld 90 graden.

### Telescoopuitzetter
De beperking bij de gaatjesuitzetter is dat het raam een aantal standen heeft, afhankelijk van het aantal gaatjes. Bij een telescoopuitzetter is dat probleem er niet. Een raam met een telescoopuitzetter is in elke gewenste positie open te zetten. De uitzetter bestaat uit een buis met een zuiger erin en is in iedere stand vast te draaien.

### Combi-uitzetter
Een combi-uitzetter is een uitzetter die speciaal bedoeld is voor klap- en uitzetramen. Deze bestaat uit een knikarm in de vorm van een elleboog. Het middelste scharnier beweegt stroef. Zodoende blijft het raam op de gewenste positie staan. Bij geavanceerdere modellen kan dit type uitzetter tevens met een sleutel op slot gedraaid worden.